# Burgos (Pangasinán)
Burgos  (Bayan ng  Burgos - Lalawigan ng Burgos), Padre José Burgos, antes conocido como San Isidro de Potot,  es un municipio filipino de cuarta categoría, situado en la isla de Luzón. Forma parte de la provincia de Pangasinán situada en la Región Administrativa de Ilocos, también denominada Región I

## Barangays
El municipio de Burgos se divide, a los efectos administrativos, en 14 barangayes o barrios, conforme a la siguiente relación:
| - Anapao - Cacayasen - Concordia - Ilio-ilio (Iliw-iliw) | - Papallasen - Población - Pogoruac - Don Matías | - San Miguel - San Pascual - San Vicente | - Sapa Grande - Sapa Pequeña - Tambacán |  |

## Historia
En la primera parte del siglo XIX, Matias Guiang, un poderoso marinero de Paoay,  recorría regularmente el Mar de China entre los Ilocos y Zambales con fines comerciales.
Decidió emigrar con sus vecinos, familiares y amigos a Zambales del Norte, ahora la parte occidental de la provincia de Pangasinán.
Desembarcaron en la desembocadura del río Agno remontándolo.
En 1830 fue creado este municipio de San Isidro, su Santo Patrón. Matías Guiang, más conocido como Matias Gösing, se convirtió en su primer Gobernadorcillo.
A mediados del siglo XIX San Isidro de Polot era una visita de Balincaguín.

"...BALICAGUING: pueblo con cura y gobernadorcillo, en la isla de Luzón, provincia de Zambales, diócesis del Arzobispado de Manila..." 

"...Pertenecen a la jurisdicción de este pueblo en lo civil y eclesiástico sus visitas o anejos llamados San Vicente de Dasol y San Isidro de Polot ..." 

"...el TERMINO confina con los de sus visitas mencionadas..."
Diccionario Buzeta, 1850

Debido a la confusión con el municipio de San Labrador situado en el Golfo de Lingayén, este municipio pasó a denominarse San Isidro de Potot incorporando el vocablo Ilocano "Potot", que se refiere a la descripción popular de su lugar.

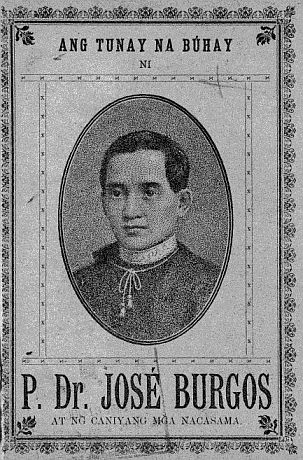
José Apolonio Burgos.

### Incorporación a Pangasinán
El 7 de noviembre de 1903, durante la ocupación estadounidense, la parte norte de Zambales fue incorporada a la provincia de Pangasinán.
Concretamente los municipios de  Alaminos, Dasol, Bolinao, Anda, San Isidro de Putot, Bani, Agno e Infanta.

### Cambio de nombre
En 1913 siendo alcalde Anacleto Ruiz, el nombre de la ciudad fue cambiado a Burgos, en recuerdo del héroe nacional filipino Padre Burgos.